# Помпоній Порфіріон
Помпоній Порфіріон (*Pomponius Porphyrion, III ст. ) — давньоримський граматик та коментатор часів Римської імперії.

## Життя та творчість
Народився, ймовірно, в Африці. Стосовно його діяльності бракує відомостей. Уславився латиномовними коментаря до праць Горація. Він цікавиться насамперед формальною стороною досліджуваних текстів, однак у його примітках вистачає відомостей про історичних персонажів і суспільні інститутуції, що згадуються у віршах Горація. Ці відомості узяті Помпонієм з хороших джерел. Праця призначалася для шкільних потреб. Він дає уявлення про те, як вивчали латинських класиків у римських школах III ст. Після смерті Помпонія Порфіріона до основного тексту були зроблені додавання, але своєї первісної цілісності праця не втратила.